# اچ‌ام‌اس تایگر (۱۷۴۷)

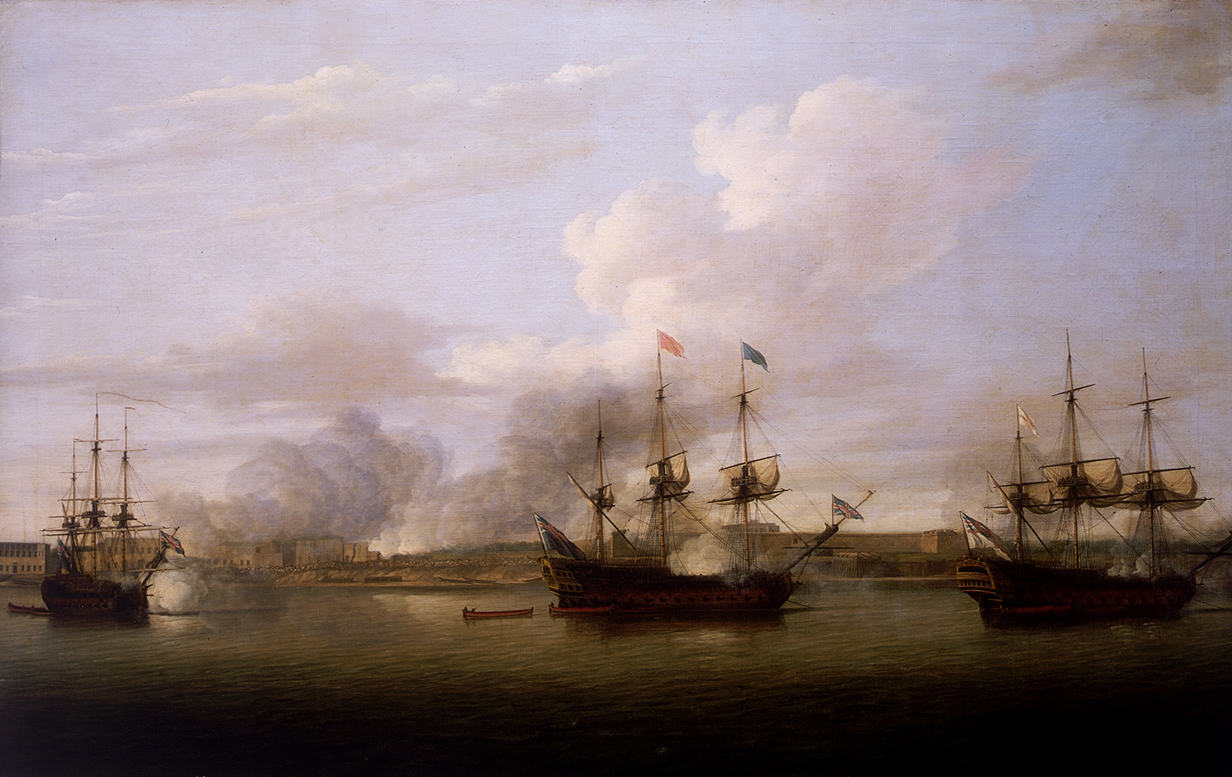
اچ‌ام‌اس تایگر (۱۷۴۷)

اچ‌ام‌اس تایگر (۱۷۴۷) (به انگلیسی: HMS Tiger (1747)) یک کشتی بود که طول آن ۱۵۰ فوت (۴۵٫۷ متر) بود. این کشتی در سال ۱۷۴۷ ساخته شد.